# Сребрна леди
„Сребрна леди” је југословенски ТВ филм из 1961. године. Режирао га је Славољуб Стефановић Раваси а сценарио је написао Александар Антић.

## Улоге
| Глумац                 | Улога |
| ---------------------- | ----- |
| Бранислав Цига Јеринић |       |
| Славка Јеринић         |       |